# Янко крУль албАнскай
«Янко крУль албАнскай» — заумная футуристическая пьеса Ильи Зданевича, написанная в 1916 году на основе «Албанского выпуска» журнала «Бескровное убийство». Прототипом главного персонажа пьесы послужил участник литературно-художественной группы «Бескровное убийство» Янко Лаврин. Пьеса впервые была поставлена 3 декабря 1916 года в мастерской одного из участников группы Михаила Бернштейна.

## Сюжет
Банда албанских разбойников заставляет Янко стать королём. Он отказывается, но разбойники насильно приклеивают его к трону. Немец Ыренталь пытается помочь Янко оторваться от трона, но разбойники ловят его на месте преступления и убивают.

## «Изык албанскай»
В пьесе есть следующий эпизод:

здесь ни знают албанскава изыка и бискровнае убийства дает действа па ниволи бис пиривода так как албанский изык с руским идет ат ывоннава… пачиму ни смучяйтись помнити шта вот изык албанскай…
…за нажи дируцца
врываюца разнимают
аркестрам

Появившийся в 2000-е годы язык падонков, орфография которого построена по схожим принципам, иногда называется и «олбанским языком» (после истории с американским пользователем ЖЖ, принявшим русский язык за албанский).

## История

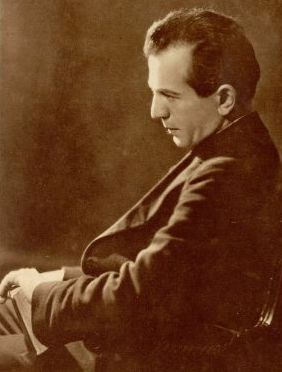
Янко Лаврин — прототип главного персонажа пьесы «Янко крУль албАнскай»

Пьеса впервые была издана в 1918 году в Тифлисе под маркой издательства «Синдикат» («Синдикат футуристов»).

## Постановки
- 1916 — Петроград, мастерская Михаила Бернштейна.
- 2007 — Минск, концертный зал Союза композиторов Беларуси. Постановка Виктора Жибуля и Веры Бурлак.
- 2017 — Москва, мастерская Дмитрия Брусникина[2]

## Типографика
Первое издание пьесы 1918 года было первым в пенталогии Ильи Зданевича «аслааблИчья. питЁрка дЕйстф», в которую также вошли следующие «штУки ильЯзда»: «асЁл напракАт», «Остраф пАсхи», «згА Якабы», «лидантЮ фАрам» (1923). Все они (за исключением последней, вышедшей в Париже) вышли в Тифлисе под марками издательств «Синдикат» («Синдикат футуристов») и «41°». К этой пенталогии близко примыкали три других типографских опуса Зданевича — обложки и типографика книг Алексея Кручёных «Лакированное трико», «Миллиорк» (1919) и обложка книги Игоря Терентьева «Факт» (1919).

## Издания
- Зданевич Илья. Янко крУль албАнскай. — Тифлис: Синдикат, 1918. — 105 экз.
- Зданевич Илья. Янко крУль албАнскай // Поэзия русского футуризма. — СПб.: Академический проект, 2001. — С. 522—531.
- Зданевич И. М. (Ильязд). Янко крУль албАнскай // Зданевич И. М. (Ильязд) Философия футуриста: Романы и заумные драмы  / Предисловие Р. Гейро, подготовка текста и комментарии Р. Гейро и С. Кудрявцева, составление и общая редакция С. Кудрявцева. — М.: Гилея, 2008. — С. 476—501. — ISBN 5-87987-047-2.